# Nkem Nwankwo
Nkem Nwankwo, född 12 juni 1936 i Nawfia-Awka, död 12 juni 2001, var en nigeriansk författare. Han studerade engelska vid University College i Ibadan och litteratur vid University of Indiana, Bloomington, i USA. Han arbetade också som journalist vid Drum Magazine och Daily Times i Lagos. 
Hans debutroman Danda blev oerhört populär och blev senare en komisk musikal. Danda är en charmerande odåga som undviker alla plikter. Även hans andra roman "My Mercedes is bigger than yours" (1975) blev mycket populär. Den handlar om hur pengar korrumperar alla värden i det moderna samhället.
Nkem Nwankwo dog på sin 65-årsdag.

## Verk översatt till svenska
- Aniohs son, 1980 (Danda 1964)